# Бад-Лобенштайн
Бад-Лобенштайн (нім. Bad Lobenstein) — місто в Німеччині, розташоване в землі Тюрингія. Входить до складу району Заале-Орла.
Площа — 48,94 км2. Населення становить 5733 ос. (станом на 31 грудня 2021).

## Географія

### Сусідні міста та громади
Бад-Лобенштайн межує з 8 містами / громадами:
- Заальбург-Еберсдорф
- Танна
- Вурцбах
- Біркенгюгель
- Гарра
- Нойндорф (бай-Лобенштайн)
- Ремптендорф
- Шлегель

### Адміністративний поділ
Місто складається з 7 районів:
- Бад-Лобенштайн (центральна частина міста)
- Гельмсгрюн
- Ліхтенбрунн
- Мюльберг
- Оберлемніц
- Заальдорф
- Унтерлемніц

## Галерея

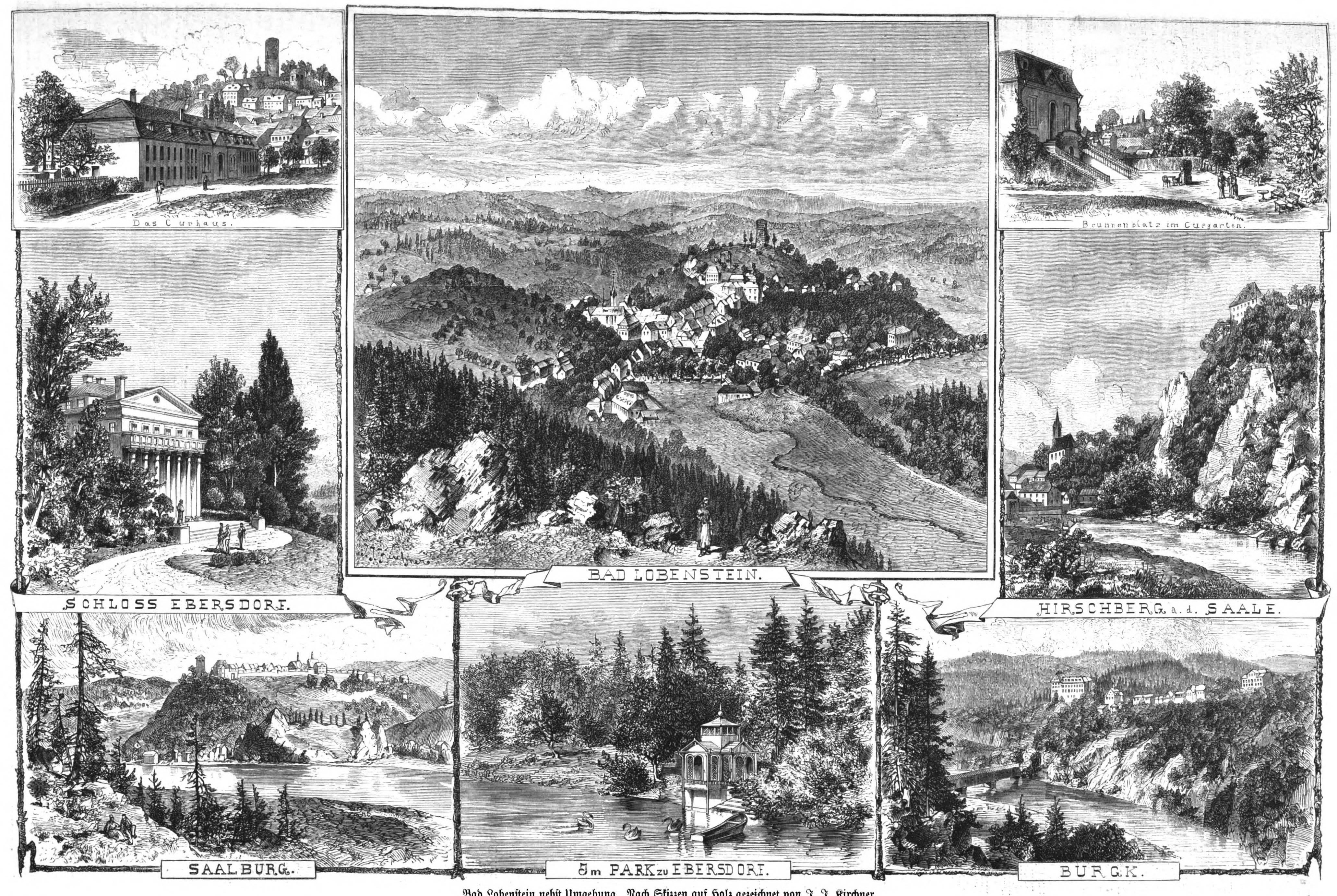
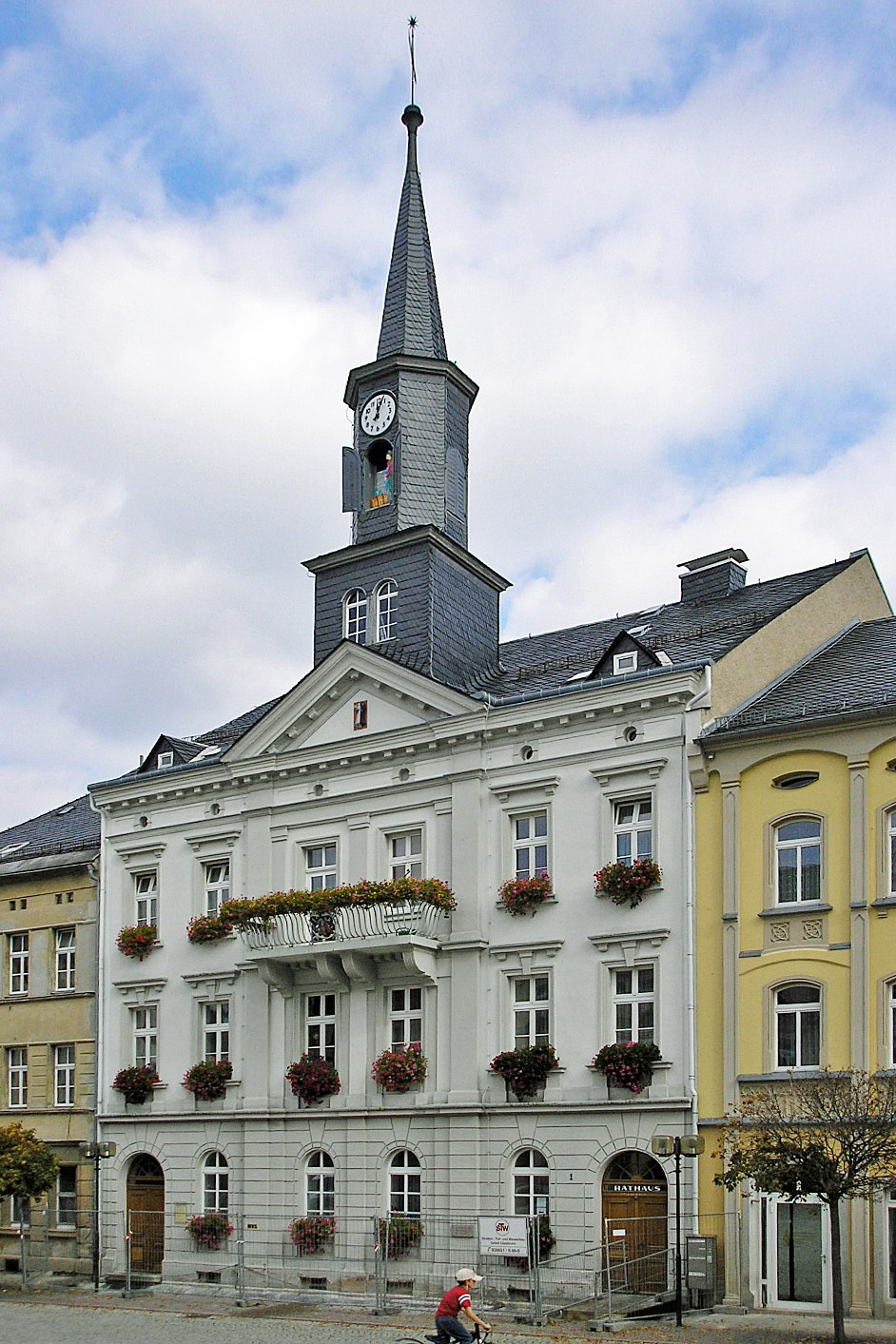
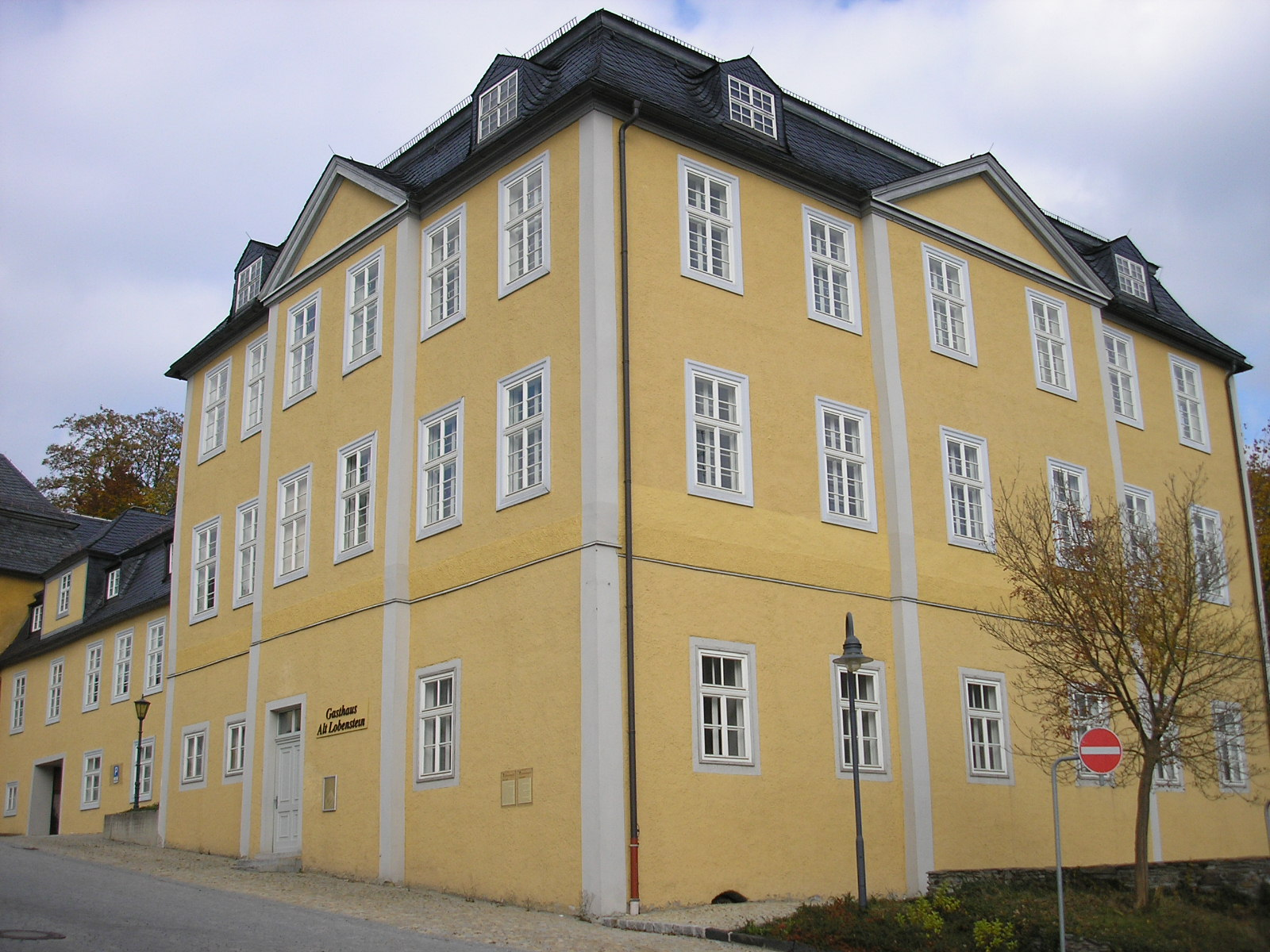
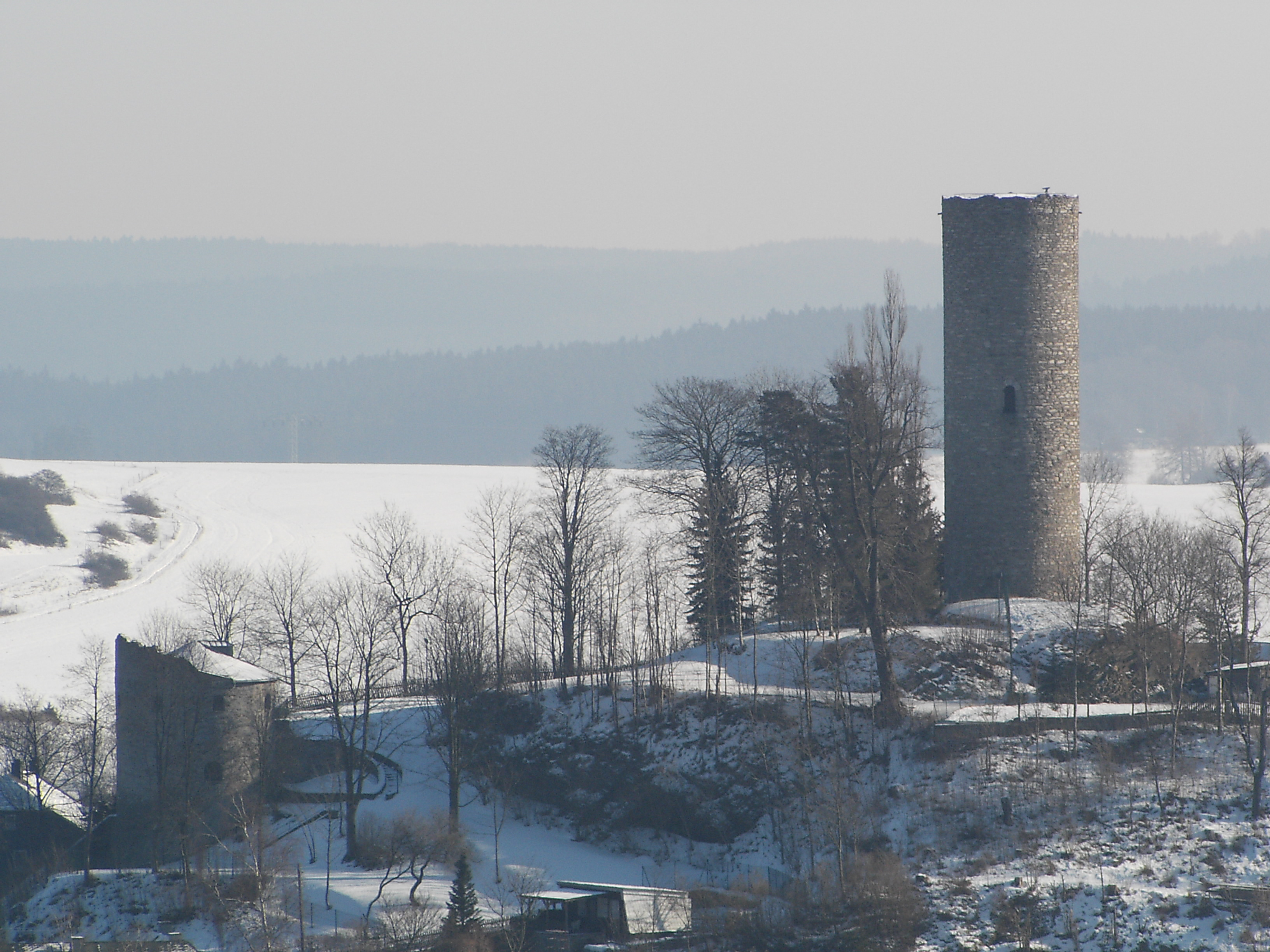
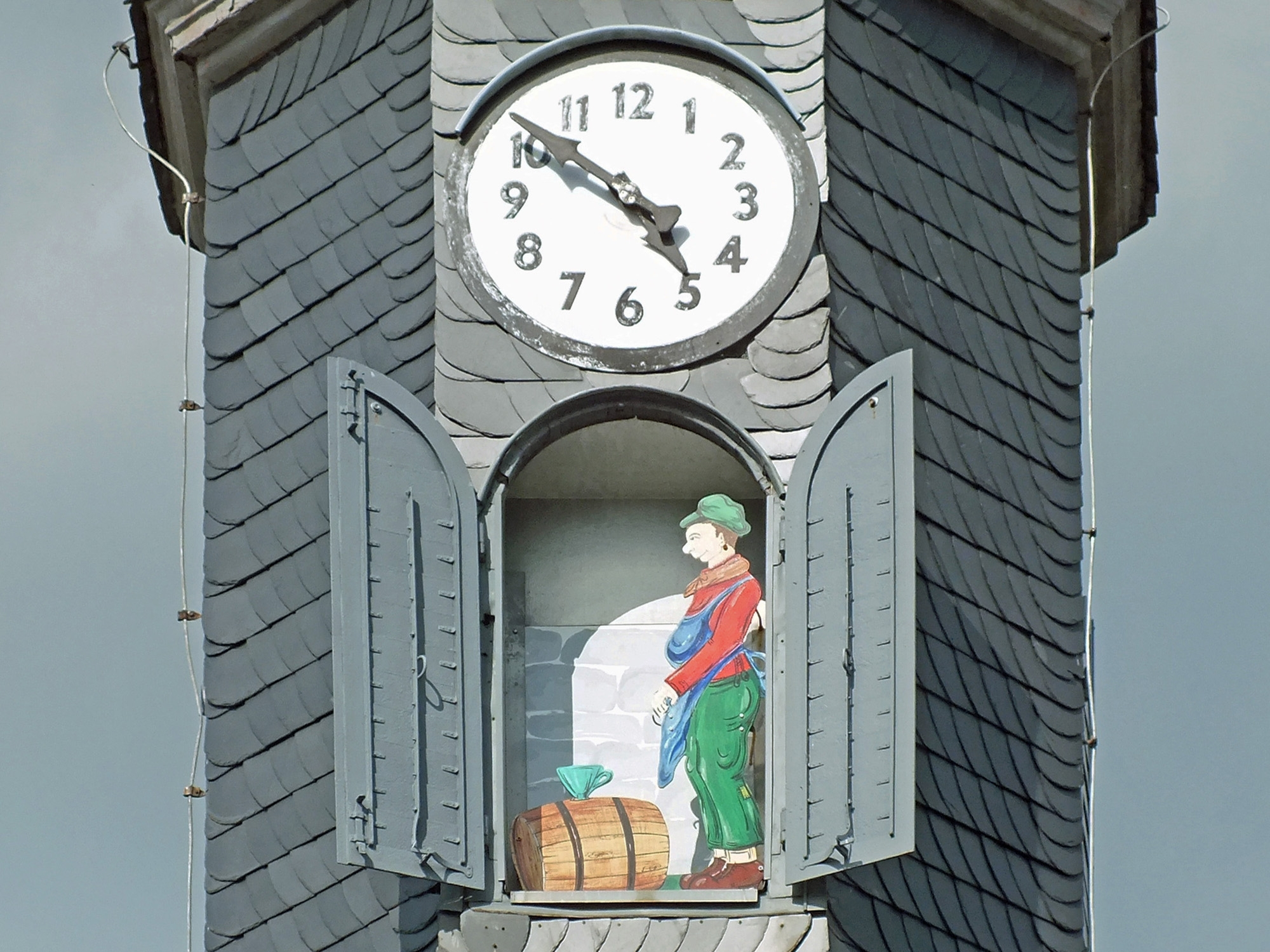